# 馬翁
馬翁是博茨瓦納第五大的城鎮，也是西北區的首府，位於奧卡萬戈三角洲東南，馬翁本身沒有市中心，只有鋪設少數主要道路，鎮內有商店、酒店和旅館，是重要的貿易中心，2005年人口49,948。

## 外部連結
- The Ngami Times, Maun's weekly newspaper